# Поезд в ад (рассказ)
«Поезд в ад» («Адский поезд», «Поезд, идущий в ад»; англ. That Hell-Bound Train) — фантастический рассказ Роберта Блоха (1958). В 1959 году произведение получило Премию Хьюго за лучший рассказ 1959 года.

## Содержание
Потерявший семью и бежавший из приюта, юный бродяга Мартин идёт ночью по рельсам, намереваясь заскочить в товарный поезд на ходу. Однако на пути ему попадается странный чёрный поезд с не менее странным кондуктором. Поняв из разговора, кто перед ним, Мартин заключает с бывшим незнакомцем сделку: он в любой момент — один раз и только для себя — сможет остановить время, но взамен должен после смерти отправиться на данном поезде в ад. Теперь бродяге остаётся лишь найти тот самый момент.

## История опубликования
- сентябрь 1958 года — The Magazine of Fantasy & Science Fiction
- 1960 год — сборник «Pleasant Dreams—Nightmares» Роберта Блоха
- 1962 год — антология «The Hugo Winners»
- 1967 год — альманах «НФ: Альманах научной фантастики. Выпуск 6»
- 1970 год — антология «Twenty Years of Fantasy & Science Fiction»
- 1977 год — антология «Alfred Hitchcock's Witch's Brew»
- 1977 год — сборник «The Best of Robert Bloch»
- 1981 год — антология «A Treasury of Modern Fantasy»

## Награды
- 1959 год — Премия «Хьюго» за лучший рассказ[1]